# Loreto Verrocchia
Loreto Verrocchia (né en 1957 à Pescina, dans la province de l'Aquila, dans la région des Abruzzes, en Italie) est un peintre et sculpteur italien contemporain, qui vit et travaille en France, où il arrive à l’âge de 6 ans. 

## Biographie
(2014 il entre à la Galerie Vieceli,).
Loreto Verrocchia étudie les arts plastiques à Paris puis se tourne vers la peinture et fréquente l'Académie de la Grande Chaumière à Montparnasse. Il pratique également la musique et est inscrit dans deux conservatoires.
En 1985, il quitte Paris pour la Provence et s’installe à Avignon. C’est la période d’incessantes recherches sur la matière et le volume.
En 1987, il tend vers l’abstraction mais poursuit son chemin en conservant le figuratif comme support premier. Il participe à une exposition de groupe à la Tour Philippe-le-Bel à Villeneuve-lès-Avignon.
En 1988, il collabore au groupe de recherche picturale « Les Migrateurs » dont il est l’un des promoteurs, exposition du groupe « Les Migrateurs » aux Ateliers de la Manutention à Avignon.
En 1989, il réalise une fresque monumentale dans la Drôme à l’occasion des fêtes du bicentenaire de la Révolution française.
En 1990, Loreto Verrocchia se lance dans des recherches picturales sur l’urbanité : travail sur le signe dans la matière, les écritures anthropomorphiques, les gravures rupestres, les graffitis, etc. Le cycle des Peintures urbaines est exposé à Avignon en 1991.
En 1992, il participe au concours de sculpture «  Les Oubliées d’Avignon » et crée une Vierge de l’Espérance.
C’est en arrivant en Languedoc la même année, que le volume s’impose à lui et devient essentiel dans son œuvre.
Il obtient un atelier en résidence au Cloître des Franciscains à Béziers durant 3 ans.
En 1993, il réalise une installation pour le foyer du théâtre, «  Qui est Qui » un travail sur les parallèles initiatiques entre la tauromachie, la franc-maçonnerie et la cité ; la manière de se mouvoir physiquement et intellectuellement dans ces trois univers.
Il collabore avec le Zinc Théâtre et conçoit le décor d’une création théâtrale signée G. Rouvière et N. Cashman.
La même année il crée sa première sculpture monumentale en métal à l’occasion de la Feria de Béziers : la Licorne. Un « hommage à la femme, la beauté, la pureté ». Un thème qui va devenir récurrent dans son œuvre. 
En 1996, il réalise un Pégase et trois licornes destinés à des collections particulières françaises.
En 1997 il participe à la VI Biennale de Monte-Carlo avec une Licorne de 5 mètres de haut. Cette sculpture sera présentée l’année suivante à Monte-Carlo par l’Étude Tajan.
Depuis 1999 ses chevaux sont à Gstaad en Suisse. Ils ont rejoint des collections particulières en France, Suisse, Allemagne, Grande-Bretagne et Monte-Carlo.
En 2000, il entre à la Galerie Graal.
En 2002, un reportage lui est consacré sur la chaîne de télévision Canal+ dans le cadre d’une série de portraits de passionnés de chevaux.
En 2003, il installe son atelier à Sète avec le soutien de la mairie.
En 2014, il entre dans les Galeries Vieceli Paris Cannes.

## Principales expositions
2001
- Salon Arténim
- Festival « Jazz à Mèze » montre en avant-première une « Partance » de 7,50 mètres de haut lors du Festival
- Galerie Tiffany. Gstaad. Suisse
- Galerie Graal. Agen
- Galerie Vendôme. Paris

2002
- Salon Arténim
- Galerie Graal. Moissac. Agen
- Galerie Tiffany. Gstaad. Suisse

2003
- Exposition de groupe « Sculpteurs au jardin »
- Château de Flaugergues. Montpellier
- Salon Arténim
- Salon Art et Nature. Espace Auteuil. Paris
- Galerie Graal. Moissac. Agen
- Galerie Tiffany. Gstaad. Suisse

2004
- Galerie Graal. Toulouse. Moissac. Agen
- Festival « Jazz à Sète »
- Galerie Tiffany.Gstaad. Suisse

2005
- Galerie Graal. Toulouse. Moissac. Agen
- Galerie Artjalène. Nantes
- Galerie Doublet. Avranches
- Galerie Bellartea. Biarritz

2006
- Galerie du Puyjoli. Brantome
- Galerie Graal. Toulouse. Moissac. Agen
- Galerie Artjalène. Nantes
- Galerie Doublet. Avranches

2007
- Galeries Bartoux. Paris, Saint Paul de Vence. Honfleur. Megève. Courchevel.New York
- Galerie Graal. Toulouse. Moissac. Agen
- Galerie du Puyjoli. Brantome
- Galerie Les Griffons. Figeac

2008
- Galeries Bartoux. Paris, Saint Paul de Vence. Honfleur. Megève. Courchevel.New York
- Galerie Graal. Toulouse. Moissac. Agen
- Galerie du Puyjoli. Brantome
- Galerie Les Griffons. Figeac

2009
- Galeries Bartoux. Paris, Saint Paul de Vence. Honfleur. Megève. Courchevel.New York
- Galerie Graal. Toulouse. Moissac. Agen
- Galerie du Puyjoli. Brantome
- Galerie Les Griffons. Figeac

2010
- Galerie Graal. Moissac : exposition personnelle du 7 mars au 11 avril

2014  
- Galerie Vieceli Paris Cannes.